# 2503 Liaoning
2503 Liaoning је астероид главног астероидног појаса са средњом удаљеношћу од Сунца која износи 2,192 астрономских јединица (АЈ).
Апсолутна магнитуда астероида је 13,9.